# Efjorden
68°19′13″N 16°19′27″Ø / 68.32028°N 16.32417°Ø
Efjorden (lulesamisk: Áhtávuodna) er en fjord i Ballangen kommune i Nordland fylke i Norge. Fra udløbet ved Barøya yderst i Ofotfjorden strækker Efjorden sig 35 km mod sydøst. Efjordbotn ligger 15 km fra grænsen til Sverige.
Europavej 6 krydser fjorden på 3 broer, Efjordbroerne. Fra Sætran på sydvestsiden af fjorden går Riksvei 827 ind langs fjorden og videre mod Kjøpsvik. På nordøstsiden af fjorden går der også vej til Skarstad ved Ofotfjorden.